# سینسو-دونگ
سینسو-دونگ (به لاتین: Sinsu-dong) یک منطقهٔ مسکونی در کره جنوبی است که در Mapo District واقع شده‌است.